# Тихоокеанско-азиатский чемпионат по кёрлингу среди юниоров 2009
Тихоокеанско-азиатский чемпионат по кёрлингу среди юниоров 2009 проводился в городе Харбин (Китай) с 10 по 14 января 2009 года одновременно для мужских и женских команд. Чемпионат являлся квалификационным турниром для участия в чемпионате мира 2009 (квалифицировались по одной лучшей мужской и женской команде), проводился в 5-й раз.
В мужской части чемпионата принимали участие 4 команды, в женской части — 5 команд (Австралию представляла только женская команда).
В мужском турнире для участия в чемпионате мира квалифицирована сборная Китая.
В женском турнире для участия в чемпионате мира квалифицирована сборная Японии.

## Формат соревнований
И в мужском, и в женском турнирах команды в одной группе играют между собой по круговой системе в два круга. Команды в группе ранжируются по количеству побед, при одинаковом количестве побед у двух или более команд — по результату встречи между этими командами, если команды претендуют на одно из первых трёх мест в группе (с которого могут выйти во второй этап, плей-офф) — проводится дополнительный матч между этими командами (тай-брейк). Три лучшие команды проходят во второй этап, плей-офф, проводящийся по «неполной» олимпийской системе: команды, занявшие на групповом этапе 2-е и 3-е место, встречаются в полуфинале, победитель полуфинала играет в финале с командой, занявшей на групповом этапе 1-е место.
Все матчи играются в 10 эндов. Время начала матчей указано местное (UTC+8).

## Мужской турнир

### Составы команд
| Команда          | Четвёртый      | Третий            | Второй         | Первый        | Запасной       | Тренер                           |
| ---------------- | -------------- | ----------------- | -------------- | ------------- | -------------- | -------------------------------- |
| Китай            | Цзан Цзялян    | Цзи Яньсун        | Чэнь Луань     | Ли Гуансюй    | Huang Ji Hui   | Ли Хунчэнь                       |
| Новая Зеландия   | Kris Miller    | Mat Weir          | Elliott Morgan | Tim Miller    | Lachlan Browne | Mark Harris, Питер Бекер         |
| Республика Корея | Kim Hyun Tae   | Park Kyu Nam      | Lee Jae Moon   | Kim Joon Sung |                | Kim Pal Seong                    |
| Япония           | Kento Fujisawa | Shinturo Nakamura | Satoshi Kitada | Kazuma Kuroda | Senichi Ueno   | Takayuki Doi, Hitoshi Matsudaira |

Скипы выделены полужирным шрифтом